# 적극적 자유
적극적 자유(positive liberty)는 개인의 행동 능력에 영향을 미치는 더 넓은 사회의 구조적 제약 속에서 행동할 수 있는 힘과 자원을 소유하는 것이며, 이는 자신의 행동에 대한 외부의 제약으로부터의 자유인 소극적 자유와 대조된다.
구조와 기관이라는 개념은 적극적 자유 개념의 핵심이다. 자유로우려면 사회 구조의 제약으로부터 자유로워야 하며, 자신의 야망을 실현하는 데 있어 이러한 제약을 받지 않아야 하기 때문이다. 구조적으로 계급주의, 성차별주의, 연령차별주의, 장애인 차별주의, 인종차별주의는 개인의 자유를 저해할 수 있다. 적극적 자유는 주로 사회학적 기관의 소유와 관련되므로, 시민들이 정부에 참여하고 자신의 목소리, 이해관계, 그리고 우려 사항이 인정되고 그에 따라 행동할 수 있는 능력을 통해 더욱 강화된다.
아이제이아 벌린의 에세이 "자유의 두 개념"(1958년)은 적극적 자유와 소극적 자유를 명확하게 구분한 최초의 에세이로 널리 인정받고 있다.